# Uroballus octovittatus
Uroballus octovittatus är en spindelart som beskrevs av Simon 1902. Uroballus octovittatus ingår i släktet Uroballus och familjen hoppspindlar. Inga underarter finns listade i Catalogue of Life.